# Прјетрж
Прјетрж (слч. Prietrž) насељено је мјесто са административним статусом сеоске општине (слч. obec) у округу Сењица, у Трнавском крају, Словачка Република.

## Становништво
| Година:    | 1994. | 2004.    | 2014.   | 2024.   |
| ---------- | ----- | -------- | ------- | ------- |
| Број људи: | 792   | 708      | 736     | 727     |
| Разлика:   |       | -10,60 % | +3,95 % | -1,22 % |

| Година:    | 2023. | 2024.   |
| ---------- | ----- | ------- |
| Број људи: | 733   | 727     |
| Разлика:   |       | -0,81 % |

Према подацима о броју становника из 2024. године насеље је имало 727 становника.